# Jesu (альбом)
Jesu — дебютный студийный альбом британской экспериментальной группы Jesu, выпущенный 8 декабря 2004 года на лейбле Hydra Head Records. В отличие от EP Heart Ache, где Джастин Бродрик сам исполнял все инструментальные партии, на этом релизе на ударных играет Тед Парсонс, на басу — Дайрмуид Дэлтон, а в треке «Man/Woman» на гитаре играет Пол Невилл. В Японии альбом был выпущен компанией Daymare Recordings и содержит два дополнительных инструментальных ремикса на бонусном диске. В феврале 2005 года Hydra Head Records выпустила двойной винил, тираж которого был ограничен 1000 экземплярами. На виниле содержится альтернативный, более чистый микс, чем на CD или стандартных LP.

## Отзывы критиков
| Оценки критиков | Оценки критиков |
| Источник        | Оценка          |
| --------------- | --------------- |
| AllMusic        | [ 3 ]           |
| Pitchfork       | [ 4 ]           |
| PopMatters      | [ 5 ]           |

Брайан Вэй из AllMusic поставил альбому 3.5 звезды из 5 и сказал: «Путешествие Jesu — тёмное и одинокое, но те, кто выдерживает путь сквозь тьму, в конце обретают проблеск света».

## Список композиций
| №                   | Название                | Длительность |
| ------------------- | ----------------------- | ------------ |
| 1.                  | «Your Path to Divinity» | 9:14         |
| 2.                  | «Friends Are Evil»      | 9:43         |
| 3.                  | «Tired of Me»           | 9:30         |
| 4.                  | «We All Faulter»        | 6:56         |
| 5.                  | «Walk on Water»         | 11:23        |
| 6.                  | «Sun Day»               | 10:02        |
| 7.                  | «Man/Woman»             | 9:28         |
| 8.                  | «Guardian Angel»        | 8:06         |
| Общая длительность: | Общая длительность:     | 74:25        |

| №                   | Название                                   | Длительность |
| ------------------- | ------------------------------------------ | ------------ |
| 1.                  | «Your Path to Divinity (The Endless Path)» | 9:22         |
| 2.                  | «Friends Are Evil (Highest Throne)»        | 11:31        |
| Общая длительность: | Общая длительность:                        | 20:53        |

## Участники записи
- Джастин Бродрик — гитара, вокал, бас-гитара
- Дайрмуид Дэлтон — бас-гитара («Your Path to Divinity», «Tired of Me», «We All Faulter», «Guardian Angel»)
- Пол Невилл — гитара («Man/Woman»)
- Тэд Парсонс — барабаны, перкуссия